# Corycium flanaganii
Corycium flanaganii är en orkidéart som först beskrevs av Harry Bolus, och fick sitt nu gällande namn av Hubert Kurzweil och Hans Peter Linder. Corycium flanaganii ingår i släktet Corycium, och familjen orkidéer. Inga underarter finns listade i Catalogue of Life.